# Sojuz T-3
Sojuz T-3 – radziecka trzynasta załogowa misja kosmiczna na stację Salut 6. Kod wywoławczy «Маяк» – (Majak – Latarnia). Drugi załogowy lot i pierwszy z udziałem trzech kosmonautów trzymiejscowej kapsuły Sojuza T. Celem misji była renowacja stacji Salut 6 i testy pojazdu.

## Załoga

### Start
- ppłk Leonid Kizim (1) dowódca – ZSRR
- Oleg Makarow (4) inżynier pokładowy-lotnik kosmonauta – ZSRR
- Giennadij Striekałow (1) kosmonauta badacz – ZSRR

### Dublerzy
- Wasilij Łazariew (3) – ZSRR
- Wiktor Sawinych (1) – ZSRR
- Walerij Polakow (1) – ZSRR

### Lądowanie
- Leonid Kizim (1) – ZSRR
- Oleg Makarow (4) – ZSRR
- Giennadij Striekałow (1) – ZSRR

## Przebieg misji
Był to pierwszy lot trzyosobowej załoga od czasu katastrofy Sojuza 11 w 1971 r. Statek  połączył się ze stacją Salut w półtora miesiąca po opuszczeniu jej przez Leonida Popowa i Walerego Riumina. Kosmonauci podczas krótkiego pobytu na stacji zrealizowali eksperymenty metalurgiczne i biologiczne. Program biologiczny, realizowany przez załogę Sojuza T-3, składał się z dwóch części: badania wszystkich stadiów rozwoju roślin wyższych w warunkach nieważkości oraz zagadnień realizacji uprawy roślin poza Ziemią. W ramach doświadczeń biologicznych umieścili na specjalnym podłożu, pod sztucznym słońcem, pewien gatunek trawy. Były to kolejne sadzonki. Poprzednie, po rozwinięciu się, zakwitły podczas ekspedycji Leonida Popowa i Walerija Riumina. Kontynuowali również eksperymenty technologiczne, korzystając z urządzeń Spław 01 i Kristałł. Rozpoczęli próbną produkcję materiałów półprzewodnikowych. Prócz tego Makarow i Striekałow wykonali zdjęcia holograficzne przebiegu procesu rozpuszczania kryształów soli w wodzie.

Większość ich pobytu upłynęła jednak na konserwacji i badaniu systemów stacji. 2 grudnia ocenili warunki życia na stacji i rozpoczęli prace nad jej systemem kontroli termicznej. Zainstalowali również nowy, czteropompowy system hydrauliczny. 4 grudnia wymienili elektronikę systemów telemetrycznych stacji. 5 grudnia dokonali napraw wadliwego systemu elektrycznego. Wykonano także naprawy systemu pomiaru czasu w pokładowym systemie sterowania i wymieniono jednostkę zasilającą sprężarkę w systemie pompowania paliwa. Do tych prac wykorzystali urządzenia i materiały dostarczone w statku Progress 11 połączonym z Salutem od 30 września 1980, a także we własnym Sojuzie. Czwarta stała załoga stacji doradzała kosmonautom z centrum kontroli lotów. 8 grudnia Progress 11 wyniósł stację na wyższą orbitę. 10 grudnia kapsuła z kosmonautami odłączyła się od stacji Salut 6 powróciła na Ziemię lądując w rejonie Dżezkazganu. Pobyt kosmonautów w kosmosie trwał 12 dni 19 godzin i 14 minut.